# ویته هوس
ویته هوس (به انگلیسی: Veith House) یک منطقهٔ مسکونی در کانادا است که در هلیفکس، نووا اسکوشیا واقع شده‌است.